# Rescue: HI-Surf
Rescue: HI-Surf es una serie de televisión de drama de acción estadounidense creada por Matt Kester que se estrenó el 22 de septiembre de 2024 a través de Fox. La serie es producida por John Wells Productions, Fox Entertainment y Warner Bros. Television, con Matt Kester como productor ejecutivo de la serie, junto a John Wells, Daniele Nathanson y Erin Jontow. La serie está protagonizada por Arielle Kebbel, Adam Demos, Robbie Magasiva, Kekoa Kekumano, Alex Aiono y Zoe Cipres. En mayo de 2025, la serie fue cancelada tras una temporada.

## Reparto

### Principales
- Robbie Magasiva como Harlan «Sonny» Jennings
- Arielle Kebbel como Emily «Em» Wright
- Adam Demos como Will Ready
- Kekoa Kekumano como Laka Hanohano
- Zoe Cipres como Hina
- Alex Aiono como Kainalu

### Recurrentes
- Shawn Hatosy como Clayton Emerson
- Sea Shimooka como Jenn
- Ian Anthony Dale como Sean Harimoto
- Hayley Malia Johnson como Julie
- Ka'enaaloha Watson como Ocean Jennings
- Matt Corboy como Andrew Parker
- Nakoa DeCoite como Kenji Nixon

## Episodios
| N.º | Título           | Dirigido por      | Escrito por                     | Fecha de emisión original | Código de prod. | Audiencia (millones) |
| --- | ---------------- | ----------------- | ------------------------------- | ------------------------- | --------------- | -------------------- |
| 1   | «Pilot»          | John Wells        | Matt Kester                     | 22 de septiembre de 2024  | T59.10101       | 4.77                 |
| 2   | «Mauka to Makai» | John Wells        | Matt Kester                     | 23 de septiembre de 2024  | T59.10102       | 2.35                 |
| 3   | «The Deep End»   | Loren Yaconelli   | Matt Kester                     | 30 de septiembre de 2024  | T59.10103       | 2.09                 |
| 4   | «Kick Out»       | Kevin Berlandi    | Daniele Nathanson               | 7 de octubre de 2024      | T59.10104       | 1.98                 |
| 5   | «XXL»            | Sherwin Shilati   | Carly Woodworth                 | 14 de octubre de 2024     | T59.10105       | 1.64                 |
| 6   | «Drift»          | Avi Youabian      | Ryan Martinez                   | 21 de octubre de 2024     | T59.10106       | 1.59                 |
| 7   | «Pau»            | Erin Lau          | Devon Kirkpatrick               | 4 de noviembre de 2024    | T59.10107       | 1.52                 |
| 8   | «Drop In»        | Loren Yaconelli   | Matt Kester y Daniele Nathanson | 11 de noviembre de 2024   | T59.10108       | 1.51                 |
| 9   | «Aftermath»      | Andi Armaganian   | Michelle Lesley Johnson         | 18 de noviembre de 2024   | T59.10109       | 1.81                 |
| 10  | «Riptide»        | Shaz Bennett      | Carly Woodworth                 | 20 de enero de 2025       | T59.10110       | 1.71                 |
| 11  | «Caught Inside»  | Loren Yaconelli   | Daniele Nathanson               | 27 de enero de 2025       | T59.10111       | 1.69                 |
| 12  | «Surge»          | Shawn Hatosy      | Ryan Martinez y Keiko Sugihara  | 3 de febrero de 2025      | T59.10112       | 1.90                 |
| 13  | «Depth Charge»   | Loren Yaconelli   | Matt Kester                     | 10 de febrero de 2025     | T59.10113       | 1.79                 |
| 14  | «Ripple Effect»  | Daniella Eisman   | Jonathan Abrahams               | 17 de febrero de 2025     | T59.10114       | 1.60                 |
| 15  | «South Winds»    | Andi Armaganian   | Noah Evslin                     | 24 de febrero de 2025     | T59.10115       | 1.41                 |
| 16  | «Pono»           | Catriona McKenzie | Carly Woodworth                 | 3 de marzo de 2025        | T59.10116       | 1.35                 |
| 17  | «Sea Change»     | Avi Youabian      | Daniele Nathanson               | 10 de marzo de 2025       | T59.10117       | 1.67                 |
| 18  | «Flowback»       | Toa Fraser        | Jonathan Abrahams               | 24 de marzo de 2025       | T59.10118       | 1.21                 |
| 19  | «Let Go»         | Toa Fraser        | Jonathan Abrahams               | 31 de marzo de 2025       | T59.10119       | 1.42                 |

## Producción

### Desarrollo
En octubre de 2020, se anunció que HBO Max había puesto en pie dos dramas más, entre ellos una serie dramática sobre salvavidas de John Wells, entonces titulada Ke Nui Road. Iba a ser producido por John Wells Productions, Warner Bros. Television y el escritor de Animal Kingdom, Matt Kester. El 28 de junio de 2021, el servicio de streaming finalizó el pedido del piloto.
El 28 de abril de 2023, se anunció que Fox había dado un pedido de serie para el drama de salvavidas, ahora titulado Rescue: Hi Surf. Se espera que Kester, quien se desempeña como showrunner, también sea productor ejecutivo junto a Wells y Erin Jontow. Las compañías productoras involucradas en la serie son John Wells Productions, Fox Entertainment y Warner Bros. Television. Kester iba a escribir el episodio piloto y Wells iba a dirigir los dos primeros episodios. Sin embargo, la producción de la serie se retrasó indefinidamente debido a la huelga del Sindicato de Guionistas de 2023 y la huelga de SAG-AFTRA de 2023. La producción comenzó oficialmente después de que terminaron las huelgas. El 12 de abril de 2024, Fox amplió su pedido de episodios a 19. Daniele Nathanson también fue agregado como productor ejecutivo. El 7 de mayo de 2025, Fox canceló la serie tras una temporada.

### Selección de reparto
El reparto original fue anunciado el 9 de noviembre de 2021 e incluía a Andrew Creer, Ethan Rich, George Mason y Kekoa Scott Kekumano. En enero de 2024, Robbie Magasiva, Arielle Kebbel, Adam Demos, Alex Aiono y Zoe Cipres fueron anunciados como el reparto principal de la serie, con Kekumano todavía vinculado. Además, Sea Shimooka se unió al reparto recurrente. El 7 de mayo de 2024, Shawn Hatosy e Ian Anthony Dale fueron elegidos para papeles recurrentes.

## Emisión y lanzamiento
Rescue: Hi Surf se estrenó con un episodio especial de preestreno el 22 de septiembre de 2024, después de NFL en Fox, antes de su estreno en su franja horaria el 23 de septiembre a través de Fox.

## Recepción

### Respuesta crítica
En el sitio web de agregador de reseñas Rotten Tomatoes la serie tiene un índice de aprobación del 50%, basándose en 10 reseñas, con una calificación promedio de 5/10. En Metacritic, tiene una puntuación media ponderada de 51 sobre 100 basada en 6 críticas, lo que indica reseñas «mixtas o promedio».

### Audiencia
| N.º | Título           | Fecha de emisión         | ÍA (18–49) | Audiencia (millones) | DVR (18–49) | Audiencia DVR (millones) | Total (18–49) | Audiencia total (millones) | Ref(s) |
| --- | ---------------- | ------------------------ | ---------- | -------------------- | ----------- | ------------------------ | ------------- | -------------------------- | ------ |
| 1   | «Pilot»          | 22 de septiembre de 2024 | 1.1/10     | 4.77                 | —           | —                        | —             | —                          | [ 3 ]  |
| 2   | «Mauka to Makai» | 23 de septiembre de 2024 | 0.2/2      | 2.35                 | —           | —                        | —             | —                          | [ 4 ]  |
| 3   | «The Deep End»   | 30 de septiembre de 2024 | 0.2/2      | 2.09                 | —           | —                        | —             | —                          | [ 5 ]  |
| 4   | «Kick Out»       | 7 de octubre de 2024     | 0.2/2      | 1.98                 | —           | —                        | —             | —                          | [ 6 ]  |
| 5   | «XXL»            | 14 de octubre de 2024    | 0.2/2      | 1.64                 | 0.2         | 1.26                     | 0.3           | 2.90                       | [ 7 ]  |
| 6   | «Drift»          | 21 de octubre de 2024    | 0.2/2      | 1.59                 | 0.1         | 1.27                     | 0.3           | 2.87                       | [ 8 ]  |
| 7   | «Pau»            | 4 de noviembre de 2024   | 0.2/2      | 1.52                 | 0.2         | 1.29                     | 0.3           | 2.81                       | [ 9 ]  |
| 8   | «Drop In»        | 11 de noviembre de 2024  | 0.1/2      | 1.51                 | 0.1         | 1.17                     | 0.3           | 2.68                       | [ 10 ] |
| 9   | «Aftermath»      | 18 de noviembre de 2024  | 0.2/2      | 1.81                 | 0.1         | 1.07                     | 0.3           | 2.88                       | [ 11 ] |
| 10  | «Riptide»        | 20 de enero de 2025      | 0.2/2      | 1.71                 | 0.1         | 1.32                     | 0.3           | 3.03                       | [ 12 ] |
| 11  | «Caught Inside»  | 27 de enero de 2025      | 0.2/3      | 1.69                 | 0.1         | 1.12                     | 0.3           | 2.86                       | [ 13 ] |
| 12  | «Surge»          | 3 de febrero de 2025     | 0.2/3      | 1.90                 | 0.1         | 1.01                     | 0.3           | 2.91                       | [ 14 ] |
| 13  | «Depth Charge»   | 10 de febrero de 2025    | 0.2/3      | 1.79                 | 0.1         | 1.06                     | 0.3           | 2.85                       | [ 15 ] |
| 14  | «Ripple Effect»  | 17 de febrero de 2025    | 0.2/2      | 1.60                 | 0.1         | 1.02                     | 0.3           | 2.62                       | [ 16 ] |
| 15  | «South Winds»    | 24 de febrero de 2025    | 0.2/3      | 1.41                 | 0.1         | 0.98                     | 0.3           | 2.40                       | [ 17 ] |
| 16  | «Pono»           | 3 de marzo de 2025       | 0.2/2      | 1.35                 | 0.1         | 1.13                     | 0.3           | 2.48                       | [ 18 ] |
| 17  | «Sea Change»     | 10 de marzo de 2025      | 0.2/2      | 1.67                 | 0.1         | 0.96                     | 0.3           | 2.63                       | [ 19 ] |
| 18  | «Flowback»       | 24 de marzo de 2025      | 0.2/2      | 1.21                 | 0.1         | 1.23                     | 0.3           | 2.44                       | [ 20 ] |
| 19  | «Let Go»         | 31 de marzo de 2025      | 0.2/2      | 1.42                 | 0.1         | 1.08                     | 0.3           | 2.50                       | [ 21 ] |